# STS-36

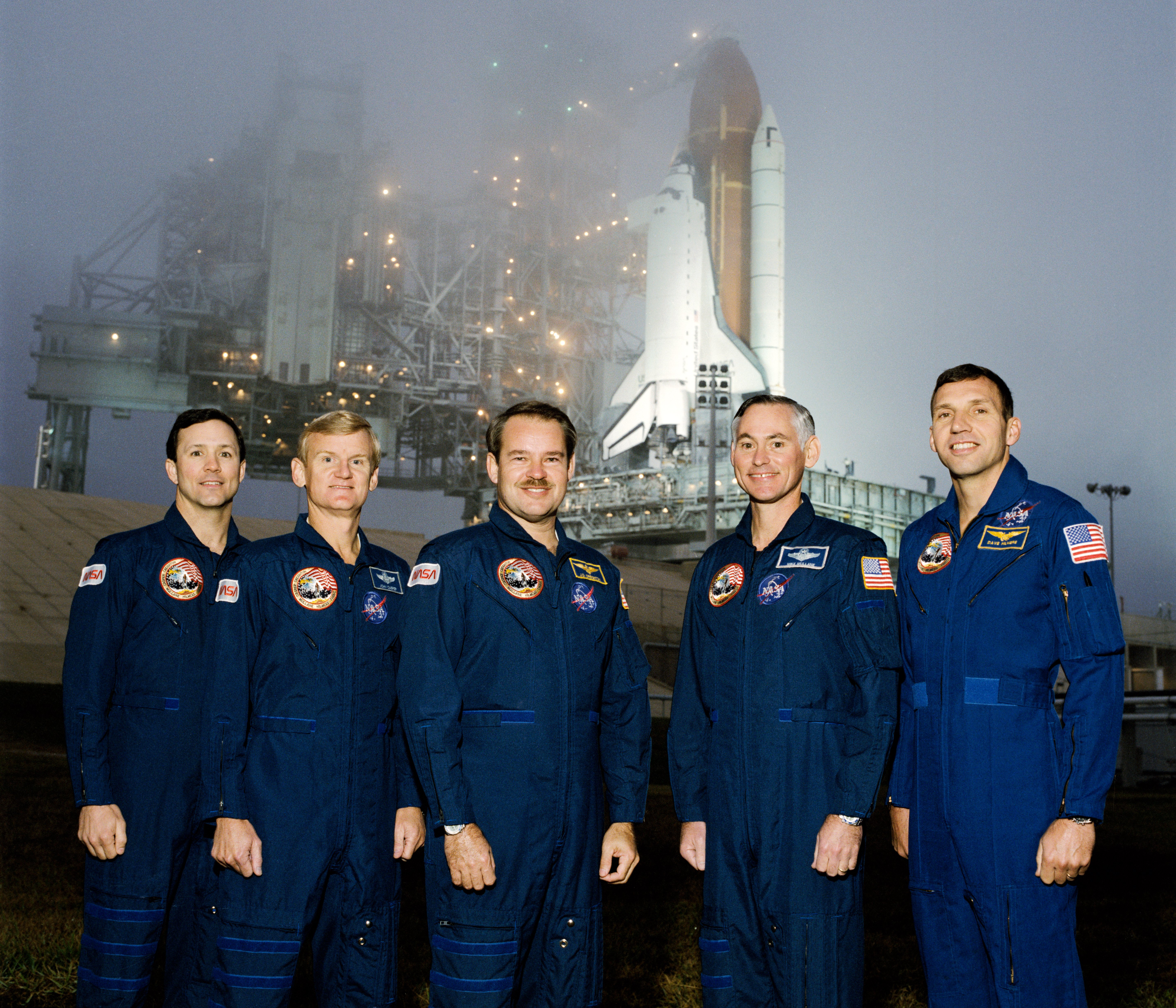
Екіпаж STS-36. Зліва-направо: П. Туот, Дж. Каспер, Дж. Крейтон, Р. Маллейн і Д. Хілмерс

STS-36 — космічний політ БТКК «Атлантіс» за програмою «Спейс Шаттл» (34-й політ програми і 6-й політ Атлантіса), метою якого були вивід на орбіту супутника «KH 11-10» на замовлення Міністерства оборони США.
Початок польоту було перенесено на кілька днів через хворобу командира Крейтона і несприятливих погодних умов. Призначений на 22 лютого старт шаттла переносився послідовно на 23, 24, а потім і 25 лютого.

## Екіпаж
- (НАСА): Джон Крайтон (2)[2] — командир;
- (НАСА): Джон Каспер (англ. John Howard Casper) (1) — пілот;
- (НАСА): П'єр Туот (1) — фахівець польоту — 1;
- (НАСА): Дейвід Гілмерс  (3) — фахівець польоту — 2;
- (НАСА): Річард Маллейн  (3) — фахівець польоту — 3.

## Місія
Атлантіс стартував місії STS-36 28 лютого 1990 в 2:50:22 EST. Запуск був спочатку призначений на 22 лютого 1990 року, але відкладався декілька разів у зв'язку з хворобою командира екіпажу і погані погодні умови. Це був перший випадок з часів Аполлону-13 в 1970 році, коли пілотований космічний політ постраждав через хворобу члена екіпажу.
Перша спроба запуску, призначена на 25 лютого 1990 була скасована через збій бортового комп'ютера.
Наступну, призначену на 26 лютого, скасували через погодні умови.   Успішний запуск 28 лютого 1990 був призначений у межах засекреченого стартового вікна у період з 00:00 до 04:00 EST. Стартова маса для цієї місії також була засекречена.
Траєкторія запуску в цьому польоті  була унікальною і дозволила досягти нахилу орбіти 62°, якого вимагала орбіта корисного навантаження. Досі максимальним нормальним кутом нахилу для польоту шатлу вважалось 57°.  Специфічна траєкторія пуску передбачала старт "Атлантіса" з нормальним азимутом і наступним поворотом на більш високий азимут уже над водою.
Хоча маневр призвів до зниження ефективності транспортного засобу, це був єдиний спосіб дістатися до необхідної орбіти розгортання з Космічного центру ім. Кеннеді (Спочатку, політ був намічений для запуску з бази ВПС Ванденберг в Каліфорнії).  Звичайні правила польотів були тимчасово скасовані через особливе значення корисного навантаження для національної безпеки, і космічний човник пролетів над або поблизу мису Хаттерас, Кейп-Код і частиною Канади.
Оскільки політ був місією Міністерства оборони, корисне навантаження STS-36 залишається офіційно засекреченим. STS-36 запустив один супутник, 1990-019B (США-53), що також описується як AFP-731.  Інші об'єкти (1990-019C-G), як повідомляється з'явився на орбіті після його розгортання.
Пізніше стало відомо, що США-53 був удосконаленою версією фотрозвідувального супутника КН-11, що використовував повністю цифрову систему обробки і передачі зображень.
Вважають, що супутники КН-11 нагадують космічний телескоп Хаббл за розміром і формою, оскільки виводились в подібних контейнерах і мали близькі діаметри головного дзеркала.  США-53, відомий ще як "Misty" ("туманний"), був швидко виявлений спостерігачами - аматорами в жовтні і листопаді 1990 року.
Політ STS-36 закінчився приземленням "Аталантіса" о 10:08 PST 4 березня 1990 на базі ВПС Едвардс, штат Каліфорнія, на злітно-посадковій смузі 23.

## Емблема
На емблемі зображений один з національних символів США — білоголовий орлан, а зоряне поле Американського прапора зливається з зірками космосу, що символізує роль космосу «у забезпеченні свободи і незалежності Америки».

## Галерія

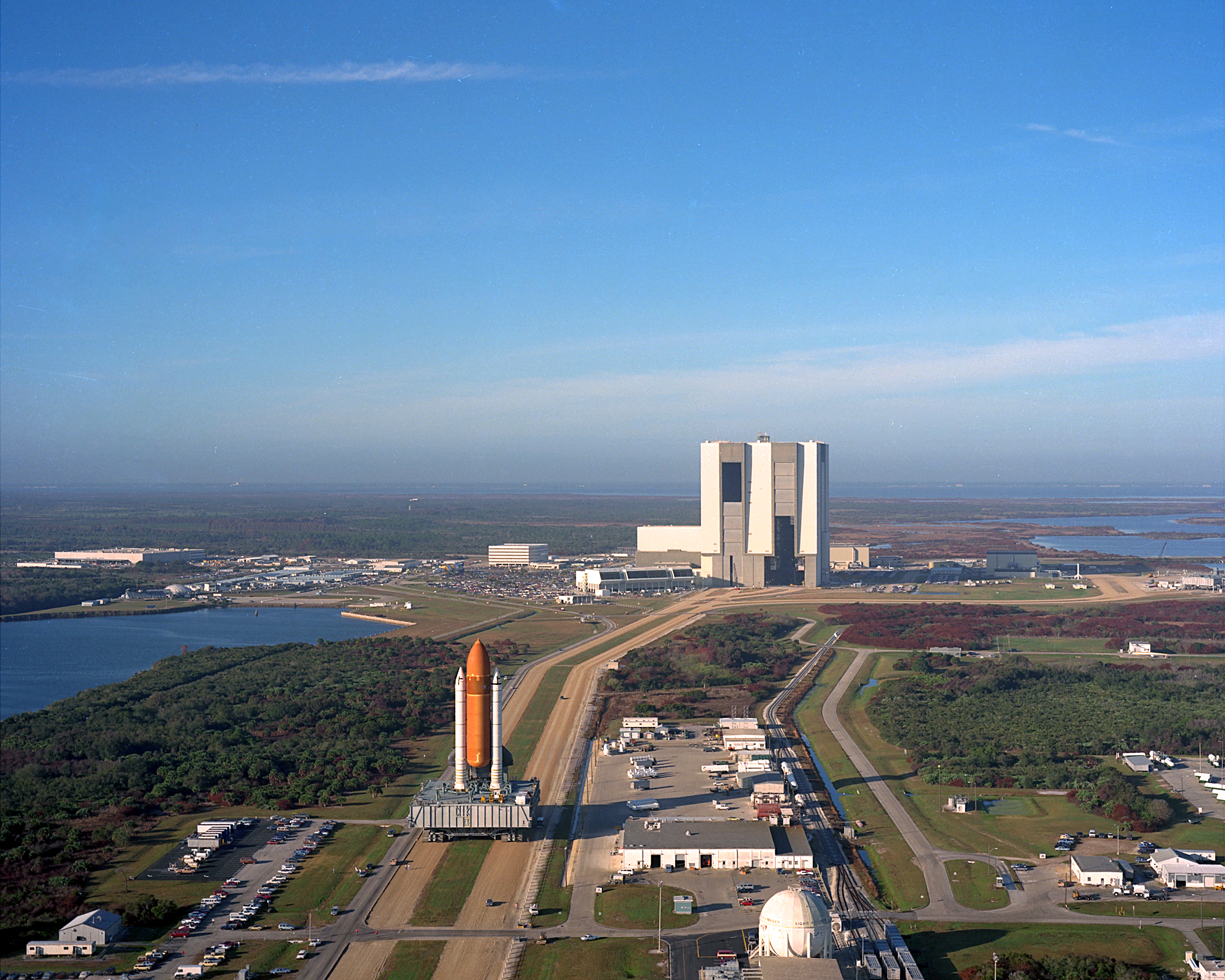
«Атлантіс» готується до запуску
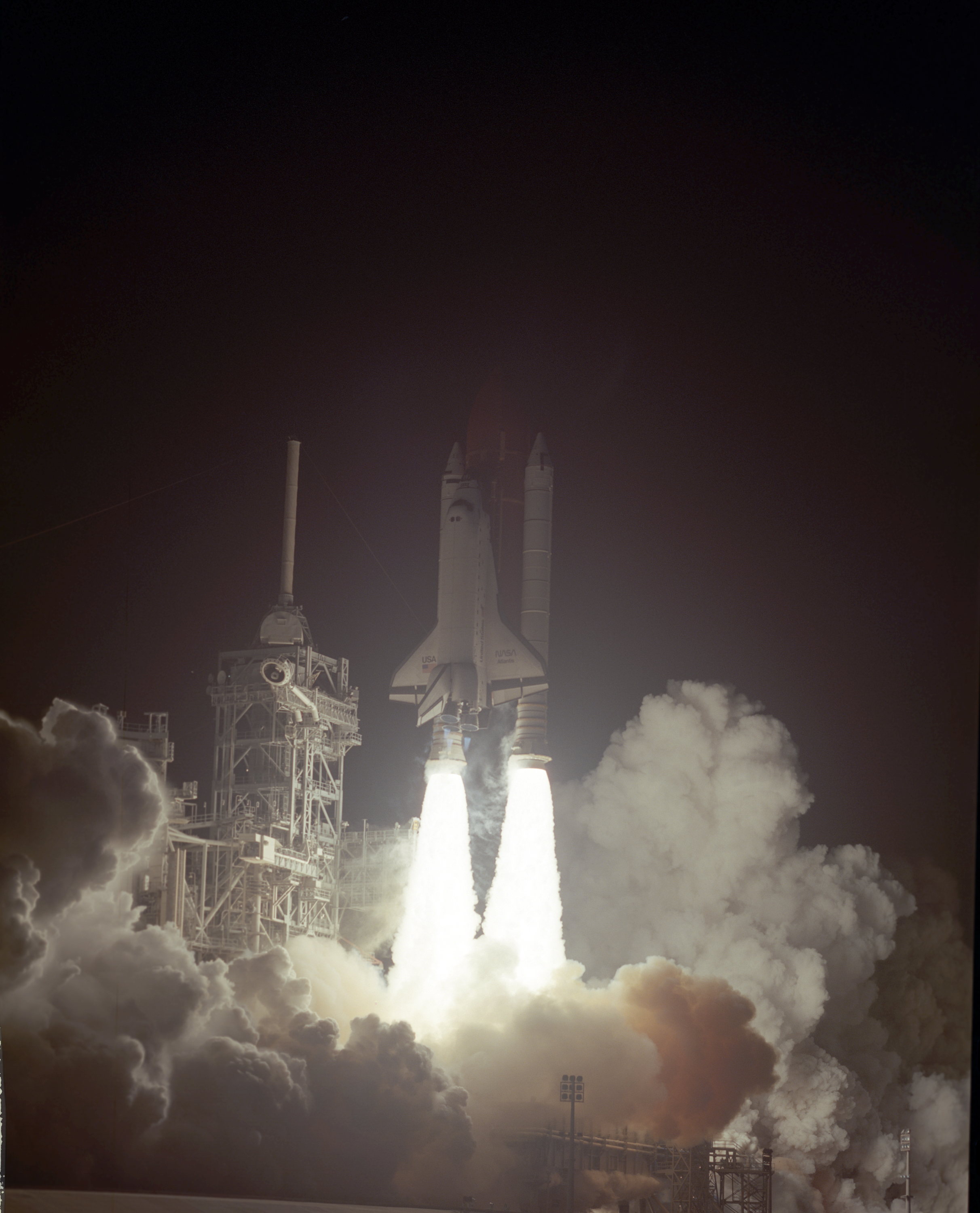
Зліт «STS-36».